# ダイコク

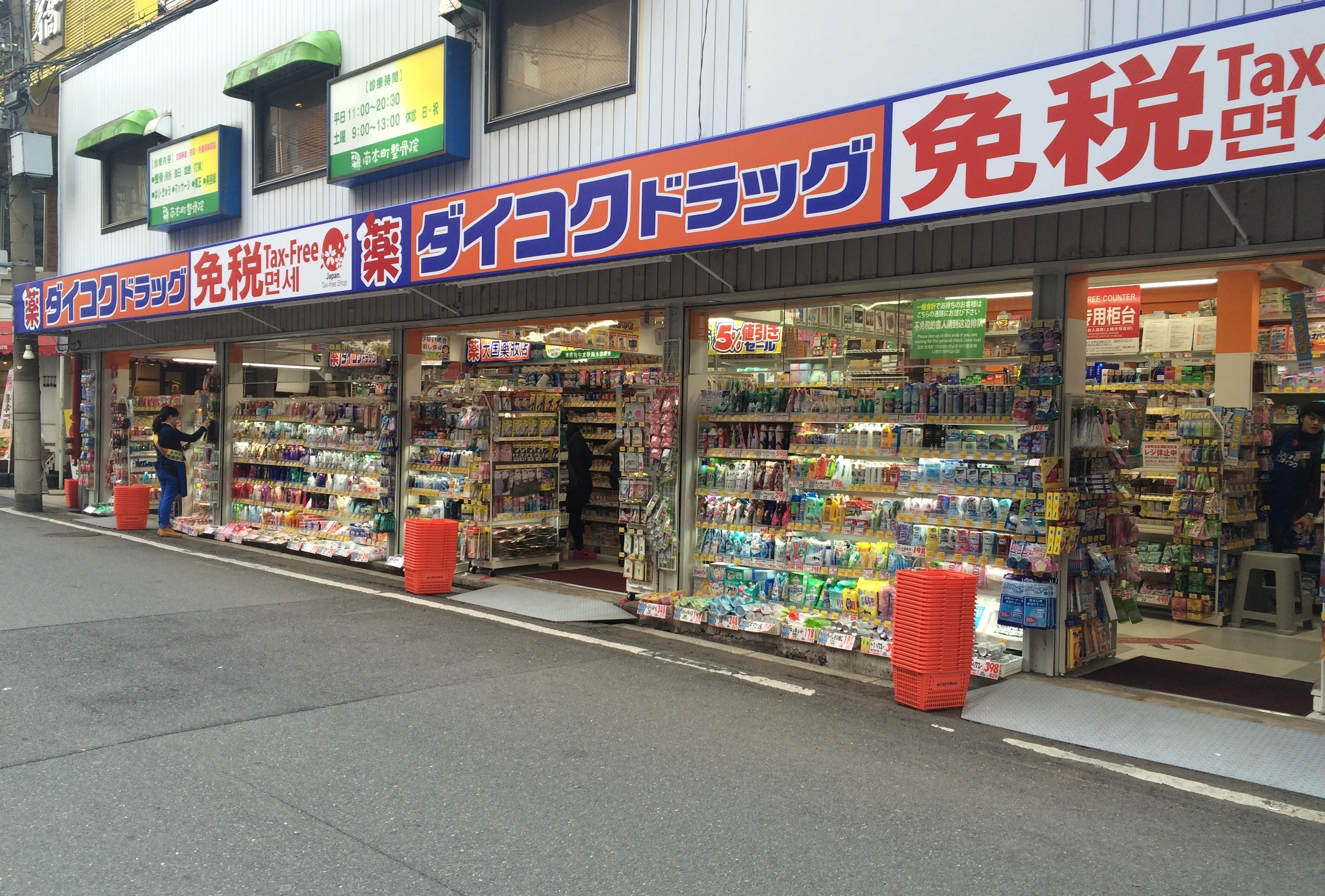
ダイコクドラッグ

株式会社ダイコク（英: Daikoku Co.,Ltd.）は、大阪府大阪市中央区に本社を置き、ドラッグストアのダイコクドラッグを運営する企業。コーポレートスローガンは「元気！ 激安！ のダイコクドラッグ」。

## 概要

### 店舗形態
ドラッグストアの形態を取りながら食品や日用品類など医薬品以外の売上も多く、実体はディスカウントストアに近い。医薬品・食品日用品以外でも均一価格で食料品などを取り扱う店舗がある。一部店舗では調剤薬局、100円ショップ、美容院などが併設されている。都心部を中心に狭小な店舗も多いが、店舗スタッフの呼び込みや特売品の積み上げなどを積極的に行うなど徹底したディスカウント戦略で急成長した。
ポイントサービスは長年行わず、会員価格で購入できる「ゴールド会員カード」の発行による現金値引を行ってきたが、2016年6月21日より楽天ポイントカード加盟店となり「DD楽天ポイントカード」を発行している。200円（税込）ごとに1ポイント加算される。なお、同カードの提示によって店内価格から5～10％引きとなる日も月に数日設定される（従前の「会員価格」とほぼ同等のサービス）。

### 店舗展開
関西地盤であるが、北は北海道から南は沖縄県まで幅広く出店を行っている。2010年11月現在の店舗数は134で、そのうち66店舗が大阪府、93店舗が近畿地方にある。東京地区では新宿駅周辺に集中しているほか、その他もアメ横、浅草、銀座といったインバウンド需要を強く意識した立地に展開をしており、ほぼ全店において中国人および英語対応可能な店員を配備している。しかし、その戦略故にコロナウイルスによる渡航客の途絶が直撃した形となり、新宿エリアでは2020年2月時点で13店舗存在していたが、21年10月には5店舗まで減少した。他にも、北海道や沖縄などインバウンド需要を見込んで出店した地域でも、地元客を主要顧客にしている一部の店舗を除き、閉店が相次いだ。（北海道では最大8店舗から、21年1月には2店舗。沖縄では最大14店舗から、21年1月には2店舗）。ピーク時には1,000億円を超えた売上高も、インバウンド需要の剥落により直近（2022年8月期）では500億円台に減少している。2023年に入り、過去に撤退したエリアへの再出店を含む、新規出店を再開している。

### ダイコクドラッグの沿革
- 1957年（昭和32年）10月　大阪市浪速区大国町に ｢ダイコク薬局｣ を創業。
- 1988年（昭和63年）12月　株式会社ダイコクを大阪市中央区日本橋に設立。
- 1990年（平成2年）3月　株式会社グレープダイコクを大阪市浪速区難波中に設立。
- 1992年（平成4年）1月　株式会社エビスダイコクを大阪市西成区梅南に設立。
- 1995年（平成7年）1月　株式会社エース・ダイコクを大阪市中央区南本町に設立。
- 1995年1月　東京都神田に出店。
- 1996年（平成8年）7月　有限会社ダイコク総研を大阪市北区堂山町に設立。
- 1999年（平成11年）5月　大阪心斎橋に理美容1号店を開設。
- 1999年7月　有限会社ケイエルを大阪市中央区南船場に設立。
- 1999年8月　有限会社イーエフを大阪市中央区南船場に設立。
- 1999年10月　有限会社ジーエイチを大阪市中央区南船場に設立。
- 1999年10月　有限会社アイジェイを大阪市中央区南船場に設立。
- 1999年12月　福岡県福岡市に出店。
- 2000年（平成12年）1月　広島県、熊本県、愛媛県に出店。
- 2001年（平成13年）5月　有限会社沖大を大阪市中央区南船場に設立。
- 2002年（平成14年）2月　愛知県、宮城県、静岡県、三重県、神奈川県、福島県に出店。
- 2003年（平成15年）1月　グループ会社を吸収合併し、現在地に新たに株式会社ダイコクを設立。
- 2006年（平成18年）1月　有限会社ケイエルを株式会社ダイコクに吸収合併。
- 2007年（平成19年）6月　株式会社立花ダイコクドラッグを設立。
- 2008年（平成20年）4月　京都府に出店。
- 2008年6月　株式会社夢幻空間を設立。
- 2008年12月　北海道に出店。
- 2008年12月　有限会社沖大を株式会社奈良ダイコクに商号変更。
- 2011年（平成23年）11月　株式会社ADを設立。
- 2013年（平成25年）2月　株式会社CDを設立。
- 2013年7月　株式会社アキドラを設立。
- 2014年（平成26年）4月　株式会社北海道ダイコク、株式会社東北ダイコク、株式会社北陸ダイコク、株式会社四国ダイコク、株式会社九州ダイコクを設立。
- 2016年（平成28年）6月　ポイントサービス開始（前述）。

## 不祥事

### 独禁法違反
2020年春頃から運営店舗を閉鎖する際に納入業者に対して、在庫となっていた医薬品や日用品の返品に応じるよう要請していたとして、2022年4月19日に私的独占の禁止及び公正取引の確保に関する法律（独占禁止法）違反（優越的地位の乱用）の疑いで公正取引委員会による立ち入り検査を受けたことが同日報じられた。ダイコクは違法な返品行為をやめた上で納入業者約80社に計約7億5000万円を返金することなどを盛り込んだ確約手続きに基づく改善計画を公正取引委員会に示し、2023年4月6日に認定された。

### 追徴課税
ダイコクの子会社である「中央ダイコク」と「道頓堀ダイコク」が2021年8月期までの2年間の消費税について、日本在住の中国人が同社の一部店舗で化粧品や日用品を大量購入し、転売した事例があり、免税要件を満たさないと大阪国税局が指摘したことを受けて、過少申告加算税を含む約3億円を追徴課税されたことが2024年6月に報じられた。

## 関連会社
- 株式会社ダイコクグループ
- 株式会社奈良ダイコク
- 株式会社大阪ダイコク
- 株式会社名古屋ダイコク
- 株式会社岡山ダイコク
- 株式会社広島ダイコク
- 株式会社沖縄ダイコク
- 株式会社立花ダイコクドラッグ
- 有限会社石橋ダイコクドラッグ
- 有限会社福山ダイコクドラッグ
- 株式会社アキドラ
- 株式会社AB